# James Owen
James Owen (6 dicembre 1784 – 4 settembre 1865) è stato un politico statunitense della Carolina del Nord, piantatore, generale aggiunto, imprenditore e proprietario di schiavi, tra cui Omar ibn Said.

Omar ibn Said descrive i suoi due padroni

Studiò presso l’Accademia di William Bingham a Pittsboro. 
In seguito fu per molti anni presidente della Wilmington and Raleigh Railroad e generale aggiunto della  North Carolina Army National Guard durante la Guerra del 1812. Suo fratello, John Owen, fu governatore della Carolina del Nord.
Owen fu membro della Camera dei rappresentanti della Carolina del Nord dal 1808 al 1811 e membro del congresso degli Stati uniti per il 5º  distretto congressuale della Carolina del Nord come esponente del Partito Democratico-Repubblicano dal 1817 al 1819.
Morì nel 1865 e fu sepolto all’Oakdale Cemetery di Wilmington. Era un Presbiteriano devoto, membro della First Presbyterian Church di Fayetteville, Carolina del Nord, e ufficiale del capitolo locale della American Bible Society.